# Regla de tres
En las matemáticas, la regla de tres consiste en resolver problemas de proporcionalidad entre tres valores conocidos y una incógnita. En ella se establece una relación de linealidad, proporcionalidad, entre los valores.
La regla de tres es la operación de hallar el cuarto término de una proporción conociendo los otros tres.
La  regla de tres más conocida es la regla de tres simple directa, aunque también existe la regla de tres simple inversa y la  regla de tres compuesta. La regla de tres es muy útil en casos matemáticos debido a su facilidad de utilización y comprensión.

## Regla de tres simple
En la regla de tres simple, se establece la relación de proporcionalidad entre dos valores conocidos 
y conociendo un tercer valor 'X', calculamos un cuarto valor Y.
{\displaystyle {\begin{array}{ccc}A&\longrightarrow &B\\X&\longrightarrow &Y\end{array}}}
La relación de proporcionalidad puede ser directa o inversa. Será directa cuando a un mayor valor de A habrá un mayor valor de B, y será inversa cuando a un mayor valor de A corresponda un menor valor de B.

### Regla de tres simple directa
La regla de tres simple directa se fundamenta en una relación de proporcionalidad, por lo que rápidamente se observa que:
{\displaystyle {\frac {B}{A}}={\frac {Y}{X}}=k}
Donde k es la constante de proporcionalidad. Para que esta proporcionalidad se cumpla, a un aumento de A le tiene que corresponder un aumento de B en la misma proporción. Se puede representar de la forma:
{\displaystyle \left.{\begin{array}{ccc}A&\longrightarrow &B\\X&\longrightarrow &Y\end{array}}\right\}\rightarrow \quad Y={\cfrac {B\cdot X}{A}}}
Se dice entonces que A es a B directamente proporcional, como X es a Y, siendo Y
 igual al producto de B por X dividido entre A.
Imaginemos que se nos plantea lo siguiente:
| Si necesito 8 litros de pintura para pintar 2 habitaciones, ¿cuántos litros necesito para pintar 5 habitaciones? |

Este problema se interpreta de la siguiente manera: la relación es directa, dado que, a mayor número de habitaciones hará falta más pintura, y lo representamos así:
{\displaystyle \left.{\begin{array}{ccc}2\;{\text{habitaciones}}&\longrightarrow &8\;{\text{litros}}\\5\;{\text{habitaciones}}&\longrightarrow &Y\;{\text{litros}}\end{array}}\right\}\rightarrow \quad Y={\cfrac {8\;{\text{litros}}\cdot 5\;{\text{habitaciones}}}{2\;{\text{habitaciones}}}}=20\;litros}
Aquí puedes ver ejemplos de la regla de tres directa aplicada.

### Regla de tres simple inversa
En la regla de tres simple inversa, en la relación entre los valores se cumple que:
{\displaystyle A\cdot B=X\cdot Y=e}
donde e es un producto constante. Para que esta constante se conserve, un aumento de A necesitará una disminución de B, para que su producto permanezca constante. Esta relación puede representarse de la forma:
{\displaystyle \left.{\begin{array}{ccc}A&\longrightarrow &B\\X&\longrightarrow &Y\end{array}}\right\}\rightarrow \quad Y={\cfrac {A\cdot B}{X}}}
y se dice que A es a B inversamente proporcional, como X es a Y, siendo Y igual al producto de A por B dividido por X.
Si por ejemplo tenemos el problema:
| Si 8 trabajadores construyen un muro en 15 horas, ¿cuánto tardarán 5 trabajadores en levantar el mismo muro? |

Si se observa con atención el sentido del enunciado, resulta evidente que cuantos más obreros trabajen, menos horas necesitarán para levantar el mismo muro (suponiendo que todos trabajen al mismo ritmo).
{\displaystyle 8\;{\text{trabajadores}}\cdot 15\;{\text{horas}}=5\;{\text{trabajadores}}\cdot Y\;{\text{horas}}=120\;{\text{horas de trabajo}}}
El total de horas de trabajo necesarias para levantar el muro son 120 horas, que pueden ser aportadas por un solo trabajador que emplee 120 horas, 2 trabajadores en 60 horas, 3 trabajadores lo harán en 40 horas, etc. En todos los casos el número total de horas permanece constante.
Tenemos por tanto una relación de proporcionalidad inversa, y debemos aplicar una regla de tres simple inversa, en efecto: 
{\displaystyle \left.{\begin{array}{ccc}8\;{\text{trabajadores}}&\longrightarrow &15\;{\text{horas}}\\5\;{\text{trabajadores}}&\longrightarrow &Y\;{\text{horas}}\end{array}}\right\}\rightarrow \quad Y={\cfrac {8\;{\text{trabajadores}}\cdot 15\;{\text{horas}}}{5\;{\text{trabajadores}}}}=24\;{\text{horas}}}

## Regla de tres compuesta
Es aquella operación matemática, que se utiliza cuando en el problema participan más de dos magnitudes.
En ocasiones el problema planteado involucra más de tres cantidades conocidas, además de la desconocida. Observemos el siguiente ejemplo:
| Si 12 trabajadores construyen un muro de 100 metros en 15 horas, ¿cuántos trabajadores se necesitarán para levantar un muro de 75 metros en 26 horas? |

En el problema planteado aparecen dos relaciones de proporcionalidad al mismo tiempo. Además, para completar el ejemplo, se ha incluido una relación inversa y otra directa. En efecto, si un muro de 100 metros lo construyen 12 trabajadores, es evidente que para construir un muro de 75 metros se necesitarán menos trabajadores. Cuanto más pequeño es el muro, menos número de obreros precisamos: se trata de una relación de proporcionalidad directa. Por otro lado, si disponemos de 15 horas para que trabajen 12 obreros, es evidente que disponiendo de 26 horas necesitaremos menos obreros. Al aumentar una cantidad, disminuye la otra: se trata de una relación de proporcionalidad inversa.
El problema se enunciaría así:
| 100 metros son a 15 horas y 12 trabajadores como 75 metros son a 26 horas e Y trabajadores. |

La solución al problema es multiplicar 12 por 75 y por 15, y el resultado dividirlo entre el producto de 100 por 26. Por tanto, 13500 entre 2600 resulta 5,19 (lo que por redondeo resultan ser 6 trabajadores ya que 5 trabajadores no serían suficientes).
El problema se plantea así:
- Partimos de la siguiente tabla donde sabemos que metros y trabajadores están en proporcionalidad directa mientras que horas y trabajadores están en proporcionalidad inversa

{\displaystyle {\begin{array}{cccc}{\textbf {Metros}}&{\textbf {Horas}}&{\textbf {Trabajadores}}\\100&15&12\\75&26&y\end{array}}}
- Nuestro objetivo será transformar en 4 pasos la primera fila de la tabla anterior en la segunda respetando las proporcionalidades directa  e inversa para la relación metros-trabajadores y horas-trabajadores respectivamente

{\displaystyle {\begin{array}{cccl}{\textbf {Metros}}&{\textbf {Horas}}&{\textbf {Trabajadores}}&\\100&15&12&{\text{0. Condiciones iniciales}}\\\downarrow &\downarrow &\downarrow \\1&15&12\cdot {\frac {1}{100}}&{\text{1. Número de trabajadores si el muro es de 1 metro y disponemos de 15 horas }}\\\downarrow &\downarrow &\downarrow \\75&15&12\cdot {\frac {75}{100}}&{\text{2. Número de trabajadores si el muro es de 75 metros y disponemos de 15 horas }}\\\downarrow &\downarrow &\downarrow \\75&1&12\cdot {\frac {75}{100}}\cdot 15&{\text{3. Número de trabajadores si el muro es de 75 metros y disponemos de 1 hora }}\\\downarrow &\downarrow &\downarrow \\75&26&\underbrace {12\cdot {\frac {75}{100}}\cdot {\frac {15}{26}}} _{y}&{\text{4. Número de trabajadores si el muro es de 75 metros y disponemos de 26 horas }}\\\end{array}}}
- Identificamos la variable desconocida en la segunda fila de la primera tabla con el resultado obtenido de modo que:

{\displaystyle y=12\cdot {\frac {75}{100}}\cdot {\frac {15}{26}}\approx 5,19}
esto es, obtenemos la solución buscada.
El problema se puede plantear con todos los términos que se quiera, sean todas las relaciones directas, todas inversas o mezcladas, como en el caso anterior. Cada regla ha de plantearse con sumo cuidado, teniendo en cuenta si es inversa o directa, y teniendo en cuenta (esto es muy importante) no repetir ningún término al unir cada una de las relaciones simples.

## Ejemplos
- Para pasar 60 grados a radianes aplicamos una regla de tres directa:

Ubicamos la incógnita en la primera posición:

{\displaystyle {\begin{matrix}180^{\circ }&\longrightarrow &\pi \;{\text{radianes}}\\60^{\circ }&\longrightarrow &X\;{\text{radianes}}\end{matrix}}}

Esto formaliza la pregunta "¿Cuántos radianes hay en 60 grados, dado que π radianes son 180 grados?". Así tenemos que:

{\displaystyle X={\frac {\pi \;{\text{radianes}}\cdot 60^{\circ }}{180^{\circ }}}={\frac {\pi }{3}}\;{\text{radianes}}}

Una técnica útil para recordar cómo encontrar la solución de una regla de tres es la siguiente: X es igual al producto de los términos cruzados (π y 60, en este caso) dividido por el término que está cruzado con X.
- Calcular cuántos minutos hay en 7 horas. Como hay 60 minutos en 1 hora, aplicamos una regla de tres directa:

{\displaystyle {\begin{matrix}1\;{\text{hora}}&\longrightarrow &60\;{\text{minutos}}\\7\;{\text{horas}}&\longrightarrow &X\;{\text{minutos}}\end{matrix}}}
El resultado es:
{\displaystyle X={\frac {60\;{\text{minutos}}\cdot 7\;{\text{horas}}}{1\;{\text{hora}}}}=420\;{\text{minutos}}}
- Calcular cuánto tarda un grupo de 4 personas en realizar una actividad si 3 personas tardarían 2 horas en hacerla. Cuantas más personas, menos tiempo se necesita, así que aplicamos una regla de tres inversa:[10]

{\displaystyle {\begin{matrix}3\;{\text{personas}}&\longrightarrow &2\;{\text{horas}}\\4\;{\text{personas}}&\longrightarrow &X\;{\text{horas}}\end{matrix}}}
El resultado es:
{\displaystyle X={\frac {3\;{\text{personas}}\cdot 2\;{\text{horas}}}{4\;{\text{personas}}}}=1.5\;{\text{horas}}}
Como regla mnemotécnica, la regla de tres inversa se calcula multiplicando las magnitudes en horizontal y dividiendo entre la magnitud aislada.